# Аврелія
Авре́лія, Ауре́лія — жіноче ім'я, побутує в українському народі. Жіноча форма імені Аврелій. 
Зменшувальні форми: Авреля, Аврелька, Аврельця, Еля.

## Відомі носійки
- Аурелія Анужите — латвійська акторка
- Аурелія Добре — румунська гімнастка, олімпійська медалістка
- Аврелія Котта — римська матрона, політична діячка
- Аурелія Місевічуйте — литовська тенісистка
- Аврелія Помпеяна — матрона часів пізньої Римської імперії
- Аврелія Реґенсбурзька — свята римо-католицької церкви
- Аурелія (Ауріка) Ротару — українська співачка, народна артистка України, сестра Софії Ротару
- Аурелія Фрік — ліхтенштейнська політична діячка

## Інше
- Аурелія і Блакитний Місяць гіпотеза планети та супутника, на яких могло б виникнути позаземне життя в серіалуі «Alien Worlds» (2005) Blue Wave Productions Ltd. та групи американських і британських вчених на замовлення National Geographic Channel.